# Provinz Matabeleland North
Matabeleland North (deutsch Nordmatabeleland) ist eine Provinz von Simbabwe mit einem Gebiet von 75.025 km²; und 827.645 Einwohnern (2022). Die Provinzhauptstadt ist Lupane. Hwange und Victoria Falls sind die einzigen beiden anderen größeren Städte dieser Provinz. 

## Geographie
Die Provinz grenzt im Nordwesten in einem Vierländereck an Namibia (mittels des Caprivizipfels, ist aber umstritten), Sambia und Botswana.
Die Wirtschaft in der Provinz prägt der Tourismus durch die Victoria-Fälle des Sambesi und den Hwange National Park, der zu den schönsten Tierreservaten Afrikas zählt. Sie wird aber weit mehr bestimmt durch die riesigen Kohlevorkommen bei Hwange, die Grundlage der Energiegewinnung und der Stahlproduktion in Simbabwe sind.
| Chobe District, Botswana   | Südprovinz, Sambia                                               | Provinz Mashonaland West |
| Central District, Botswana | Kompassrose, die auf Nachbargemeinden zeigt                      | Provinz Midlands         |
| Central District, Botswana | Provinz Matabeleland South, Bulawayo, Provinz Matabeleland South | Provinz Midlands         |

## Distrikte

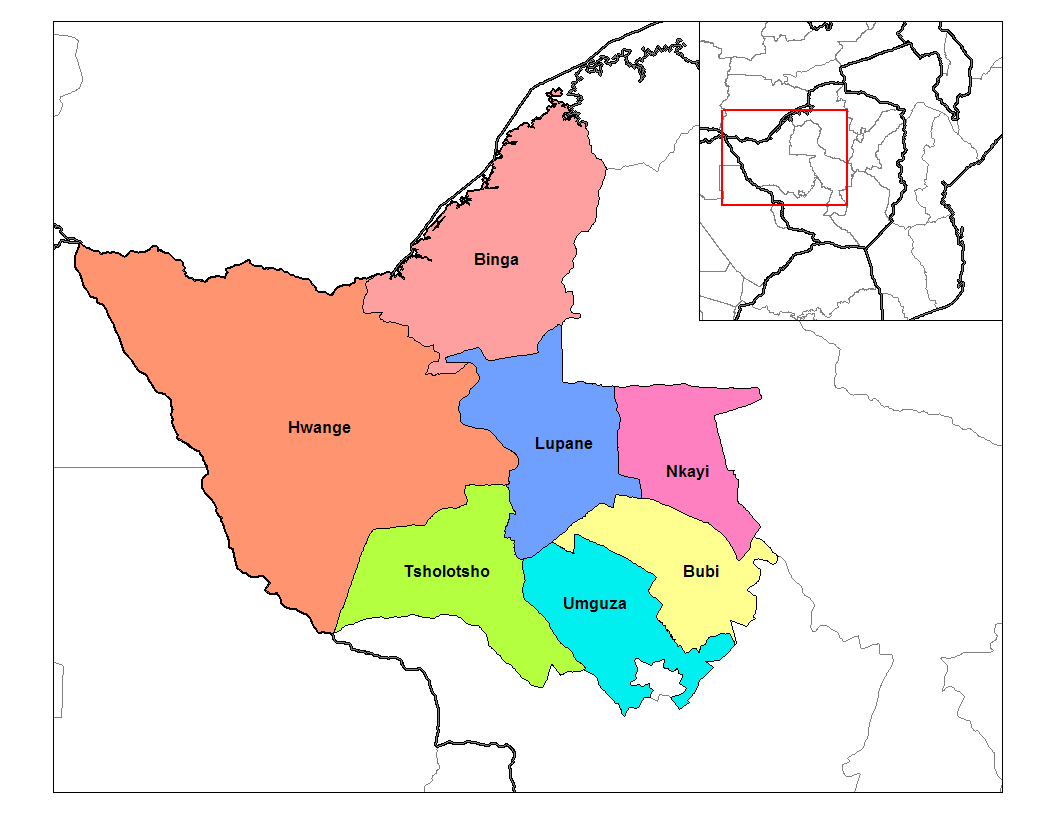
Distrikte in Matabeleland North (ohne Urbane Distrikte)

Die Provinz besteht aus 9 Distrikten (Stand 2022). Davon sind 7 Ländliche Distrikte (Rural) und 2 Städte mit Distrikt Status (Urban):
| Distrikt                        | Fläche in [km²] | Einwohner 2012 | Einwohner 2022 | Bevölkerungsdichte 2022 [Einwohner/km²] |
| ------------------------------- | --------------- | -------------- | -------------- | --------------------------------------- |
| Binga Rural                     | 13.338          | 138.074        | 159.982        | 12                                      |
| Bubi Rural                      | 6079            | 62.188         | 74.084         | 12                                      |
| Hwange Rural                    | 26.974          | 62.649         | 69.357         | 3                                       |
| Hwange Urban                    | 310             | 37.602         | 40.241         | 130                                     |
| Lupane Rural                    | 10.107          | 98.864         | 107.248        | 11                                      |
| Nkayi Rural                     | 4831            | 109.371        | 112.471        | 23                                      |
| Tsholotsho Rural                | 7745            | 113.895        | 115.782        | 15                                      |
| Umguza Rural                    | 6043            | 87.518         | 113.265        | 19                                      |
| Victoria Falls (Urban Distrikt) | 28              | 33.710         | 35.215         | 1258                                    |
| Gesamt                          | 75.454          | 743.871        | 827.645        | 11                                      |